# 鐘樓驚魂2
《鐘樓驚魂2》是日本Human Entertainment公司推出的驚慄遊戲作品之一，為《鐘樓驚魂》的後續作品，1996年發行PlayStation版，英文版本則以《Clock Tower》為題發售。

## 遊戲系統
遊戲沿用前作的游標點擊模式，但在多方面包括畫質及刺激度等均作出改良，包括改用3D畫面、增加敵人出現的隨機性等。另外亦增加可供玩家控制的角色，除前作的Jennifer外，還包括Helen、Barton、Gotts及Nolan。
遊戲共分三關，第一關為大學校舍，第二關為圖書館或Rick住宅，第三關為Barrows家族曾於英國居住的城堡。

## 故事
在前作事件發生之後，前作主角Jennifer為挪威奧斯陸一名大學副教授Helen所收養，Helen開始在大學研究大樓為Jennifer提供心理治療，從而知道更多在巴路士城堡發生的剪刀人殺人事件。然而在這一年間，隨著一連串殘殺事件成為頭條新聞，剪刀人似乎已經重現。Helen從Jennifer口中聽過她遭遇剪刀人的經歷，開始尋找終結這個不死剪刀人的方法。遊戲中的角色及劇情會隨玩家作出的不同動作而改變。
遊戲設有三個關卡，在第一關玩家控制Jennifer或Helen在大學研究大樓逃避剪刀人；在第二關玩家需尋找一座魔像，而遊戲場地及角色亦視乎玩家在開頭的選擇，可以是Helen於圖書館尋找，或是記者Nolan或探員Stan於巴路士管家寓所尋找。最後一關會於巴路士城堡進行，玩家會控制第一關所選的主角，Jennifer或Helen需在城堡地庫使用魔像開啟通往異空間的大門，讓剪刀人被吸入，從而將剪刀人消滅。遊戲一共設有10個結局，視乎玩家在遊戲中的選擇。

## 人物

### 主要角色
- Jennifer Simpson：遊戲可選擇角色之一，亦是前作主角，為「剪刀人事件」的倖存者之一。隨後為Helen收養並進行研究。
- Helen Maxwell：遊戲可選擇角色之一，Barton的助手，對剪刀人事件極有興趣，與Jennifer情同姊妹。
- Nolan Campbell：記者，同對剪刀人事件有興趣，較喜歡從Jennifer獲取有關信息。
- Stan Gotts：調查剪刀人事件的警察幫辦，與Helen關係良好，在目睹剪刀人前不相信超自然現象。
- Samuel Barton：大學教授，主修犯罪心理學，一直相信剪刀人的殺人動機並非必然。如果玩家使用Helen進行遊戲，Barton在第三關會是假剪刀人之一，企圖殺害Jennifer，並會被Helen開槍殺死（A結局必死角色），臨終前會說自己研究剪刀人至走火入魔；如果使用Jennifer進行遊戲，則會為Jennifer解讀咒文內容（如咒文已由Helen解讀則會被發現吊死）。

### 其他角色
- Harris Chapman：研究助理之一，玩家在開頭與他談話的次數將影響主角選擇。如果使用Jennifer進行遊戲，他在第三關會是假剪刀人，隨後會被真剪刀人殺死。如果使用Helen，他會給Helen一把鑰匙，若使用會令玩家得到B或C結局（壞結局，分別為跟剪刀人一同被吸入異空間或被Barton教授殺死）。
- Edward：前作「剪刀人事件」的另一名生還者，與Jennifer同被送往Barton的大學進行研究，同時亦是本作中的剪刀人真身，以Jennifer進行遊戲，他會在遊戲第三關後段說出自己是前作的Dan（巨大怪物，Bobby的孿生兄弟）。如果Jennifer尚未調查或拿取一些特定物品，在Jennifer在水池旁找到他（本人）時，他會把Jennifer殺死。
- Beth：研究助理之一，行為非常幼稚。以Helen進行遊戲，她會被剪刀人拉到地洞中殺死，而使用Jennifer進行則可在第三關儲酒室找到她。
- Tim：跟隨記者Nolan的攝影師，非常膽小。
- Kay：Edward的褓姆，身形高大，遊戲中依玩家的調查程度會被剪刀人殺死或指使她殺死Jennifer。
- Rick：在Barrows一家從英國移居挪威前曾當其管家，遊戲中第二關會向Nolan或Stan提供Barrows的資料，提及第13代Barrows成員Quintin誕下惡魔兒子後將他殺死，隨後會死亡，依玩家在遊戲開頭選擇的主角分別為被吊燈壓死（如使用Nolan）或被飼養犬隻咬死（如使用Stan）。
- Mr. Sullivan：圖書館館長，在使用Helen進行第二關時，他會在檢查館頂鐘樓為何無故響起時，被時鐘指針把頭顱夾斷。

## 外部連結
- Clock Tower 2 (gamefaqs.com) （页面存档备份，存于）